# Cymatosaurus
Cymatosaurus is een geslacht van uitgestorven pistosauride of nothosauriforme sauropterygiërs. Het is bekend dat het leefde van het Vroeg-Trias tot het Midden-Trias (Laat-Olenekien tot Anisien) van Duitsland en ze lijken afkomstig te zijn uit wat nu Nederland is.
De typesoort Cymatosaurus fridericianus werd in 1894 benoemd door Antonín Frič ('Fritsch'). De geslachtsnaam is afgeleid van het Grieks kyma, 'vloedgolf'. Het holotype, een schedel, heeft geen inventarisnummer.
Er zijn vele andere soorten benoemd, vaak op basis van slecht materiaal: Cymatosaurus (Nothosaurus) latifrons (Gurich, 1884) Schrammen, 1899; Cymatosaurus silesiacus Schrammen, 1899; Cymatosaurus gracilis Schrammen, 1899; Cymatosaurus erythreus Huene, 1944; Cymatosaurus multidentatus (Huene, 1958); Cymatosaurus minor Rieppel & Wernberg, 1998 en Cymatosaurus erikae Maisch, 2014.